# Patiëntenorganisatie
Een patiëntenorganisatie is een vereniging of stichting van en/of voor patiënten. Meestal bestaat de doelgroep uit mensen die lijden aan een bepaalde ziekte of aandoening, maar het kan bijvoorbeeld ook gaan om mensen die een bepaalde behandeling volgen of een hulpmiddel gebruiken, of een groep van aandoeningen betreffen.
Een patiëntenorganisatie is een belangenorganisatie die kan zich richten op bijvoorbeeld contact tussen lotgenoten, behartiging van patiëntenbelangen, of informatievoorziening en voorlichting voor aangesloten patiënten of derden. Afhankelijk van de gediagnosticeerde aandoening zal de patiënt zijn of haar belangen vertegenwoordigd zien in een bepaalde organisatie. In Nederland zijn patiëntenorganisaties, of de koepelorganisatie waar ze lid van zijn, discussie- en onderhandelingspartner voor overleg met de overheid, de verzekeraars en de verschillende gezondheidsinstellingen en zorgaanbieders.
Voorbeelden van patiëntenorganisaties zijn het Longfonds, de Cliëntenbond en de Vlaamse Diabetesvereniging.

## Stichting of vereniging
Het onderscheid tussen een stichting en een vereniging is dat het beleid van een vereniging wordt bepaald door de leden, terwijl bij een stichting het bestuur alle besluiten neemt. Een vereniging is dus niet alleen voor, maar ook van de patiënten. Een stichting zal men vooral aantreffen als de patiënten vanwege de aard of ernst van hun aandoening niet in staat zijn om zelf een organisatie draaiende te houden.

## Soorten organisaties
Het hele spectrum van aandoeningen is breed en daarmee is de diversiteit van de patiëntenverenigingen ook groot. Er zijn typische patiëntenverenigingen, zoals de Parkinson Vereniging, die opkomen voor de belangen van een goed omschreven groep patiënten. Daarnaast zijn er ook stichtingen en verenigingen die een bredere groep patiënten vertegenwoordigen, zoals de Vereniging Spierziekten Nederland die de belangen van mensen met 120 verschillende gediagnosticeerde aandoeningen behartigt.
Het is niet mogelijk een duidelijk duidelijk onderscheid te maken tussen de patiëntenorganisaties en belangenorganisaties van bijvoorbeeld betrokkenen, mantelzorgers, behandelaars, onderzoekers, zorginstellingen of de farmaceutische industrie. De Nederlandse Hartstichting, KWF Kankerbestrijding en de Hersenstichting Nederland zijn duidelijk geen patiëntenorganisaties meer te noemen. Van sommige patiëntenorganisaties kunnen bijvoorbeeld ook betrokkenen of mantelzorgers en hulpverleners lid worden. Zo is Alzheimer Nederland een patiëntenorganisatie die de belangen van alzheimerpatiënten behartigt maar waarin deze patiënten zelf geen leidende rol spelen.
In de laatste decennia van de vorige eeuw is het aantal patiëntenorganisaties explosief gaan groeien. In sommige gevallen kan er bij een bepaalde aandoening zelfs uit meerdere organisaties gekozen worden.

## Informatievoorziening, activiteiten en belangenbehartiging
Patiëntenorganisaties bieden hun leden meestal informatie over aandoeningen die buiten de vereniging moeilijker te verkrijgen is. Ze geven meestal een verenigingsblad uit en onderhouden vaak een website, soms met een forum, waar informatie voor leden en andere geïnteresseerden te vinden is. Behalve informatie voor leden wordt vaak ook voorlichting aan hulpverleners, familieleden en andere betrokkenen gegeven. Patiëntenorganisaties leveren soms informatie aan derden die om ervaringsdeskundigheid vragen.
De meeste patiëntenorganisaties organiseren lotgenotencontact door bijeenkomsten, voorlichtingsavonden of uitstapjes. Via lotgenotencontact kan informatie over de ziekte en behandeling uitgewisseld worden en er kan gepraat worden over de aandoening en over ervaringen met behandelingen. Zo zijn bijvoorbeeld de inloophuizen, zelfhulpgroepen en counseling mede voortgekomen uit het lotgenotencontact en de activiteiten die in het verleden door patiëntenverenigingen georganiseerd zijn.
Sommige patiëntenorganisaties doen ook aan wachtlijstbemiddeling of regelen kortingen voor hun leden of donateurs. Patiëntenorganisaties of hun koepels kunnen proberen om lobbyisten in politieke of bestruursorganen te krijgen zoals andere belangengroepen dat ook steeds vaker doen.
Veel patiëntenorganisaties behartigen de belangen van mensen met een chronische of een progressieve aandoening. Deze patiënten zijn vaak geheel afhankelijk van de zorg die door de overheid geleverd of geregeld wordt. De groep mensen met chronische en progressieve aandoeningen is vrij groot, divers en groeiende. Daarom moet er vaak met overheidsinstanties en grote instellingen en organisaties, zoals zorginstellingen, farmaceutische bedrijven en zorgverzekeraars, onderhandeld worden over zaken als ziektekostenverzekeringspremies, voorzieningen en vergoedingen. Voor het voeren van onderhandelingen met landelijke overheden en organisaties zijn de afzonderlijke patiëntenorganisaties meestal te klein en staan ze financieel en juridisch niet sterk genoeg. Daarom zijn ze meestal aangesloten bij een aantal koepelorganisaties die als hun vertegenwoordiger en onderhandelingspartner tegenover overheden en grotere organisaties optreden.

## Financiering
Voor hun financiële middelen zijn Nederlandse patiëntenorganisaties in de eerste plaats aangewezen op contributies of donaties. Daarnaast kunnen zij een beroep doen op rijksgelden in de vorm van een subsidie. Sommige grote organisaties staan geregistreerd als goed doel en halen geld op met collectes. Ook de farmacie en de voedingsmiddelenindustrie zijn soms betrokken bij de financiering van de verschillende organisaties. Sommige (grotere) organisaties kunnen wat financiële middelen binnen halen door advertentieruimte in hun verenigingsblad te verhuren. Het verschil in slagvaardigheid van de verschillende organisaties kan verschillende oorzaken hebben:
- weinig mensen hebben de aandoening;
- een aandoening manifesteert zich met name bij mensen met een lagere sociaal economische positie, zoals de gevolgen van luchtvervuiling op kinderen in achterstandswijken nabij industrie of snelwegen;
- er is geen uitzicht op behandeling van de aandoening, wat betekent dat de industrie er geen geld in zal steken;
- de aandoening tast de mondigheid van de patiënten aan, wat betekent dat hun belangen minder gehoord worden;
- de aandoening ligt slecht in de markt (het tegenovergestelde geldt voor lifestyleproducten als Viagra);
- als een behandeling andere producten uit de markt prijst, zal er geen onderzoek naar worden gedaan.[3]

Een gedeelte van bovenstaande problemen kan worden verklaard door het marktaandeel van de verschillende medicamenten en het patentrecht daarop. Maar ook het langzame en kostbare proces om de effectiviteit van een behandeling wetenschappelijk te onderbouwen, draagt hieraan bij.
Trouw-journalist Joop Bouma besteedt veel aandacht aan de invloed van de industrie op de gezondheid.

## Koepelorganisaties
In Nederland bestaan meerdere koepelorganisaties voor patiëntenorganisaties. De belangrijkste koepels zijn Ieder(in), MIND Landelijk Platform Psychische Gezondheid en de Patiëntenfederatie Nederland. Deze koepels zijn de belangrijkste onderhandelingspartners in overleg met de overheid en de zorginstellingen en ziektekosten- of zorgverzekeraars.
Naast de onderhandelingen en het overleg op landelijk niveau voor alle vormen van zorg en alle aandoeningen wordt overleg gevoerd op lokaal niveau of over zaken die specifiek met een bepaalde aandoening of groep van aandoeningen te maken hebben. Zo wordt de jeugdzorg bijvoorbeeld op provinciaal niveau gefinancierd en georganiseerd zodat patiëntenorganisaties en hun eventuele koepels vaak op provinciaal niveau moeten onderhandelen als het over voorzieningen en financiering voor jeugdzorg gaat. Verslavingszorg is anders dan gehandicapten- of ouderenzorg en vraagt om een andere aanpak. Zodoende zijn er meerdere koepels, bijvoorbeeld de LOC Zeggenschap in Zorg, met verschillende afdelingen nodig voor belangenbehartiging voor verschillende groepen en op meerdere niveaus.
In Vlaanderen is het Vlaams Patiëntenplatform (VPP) de koepel voor alle patiëntenorganisaties. In 2013 kwam er OpGanG, de onafhankelijke koepel voor de patiëntenorganisaties uit de sector van de geestelijke gezondheid bij.